# Sportwagen-Weltmeisterschaft 1968

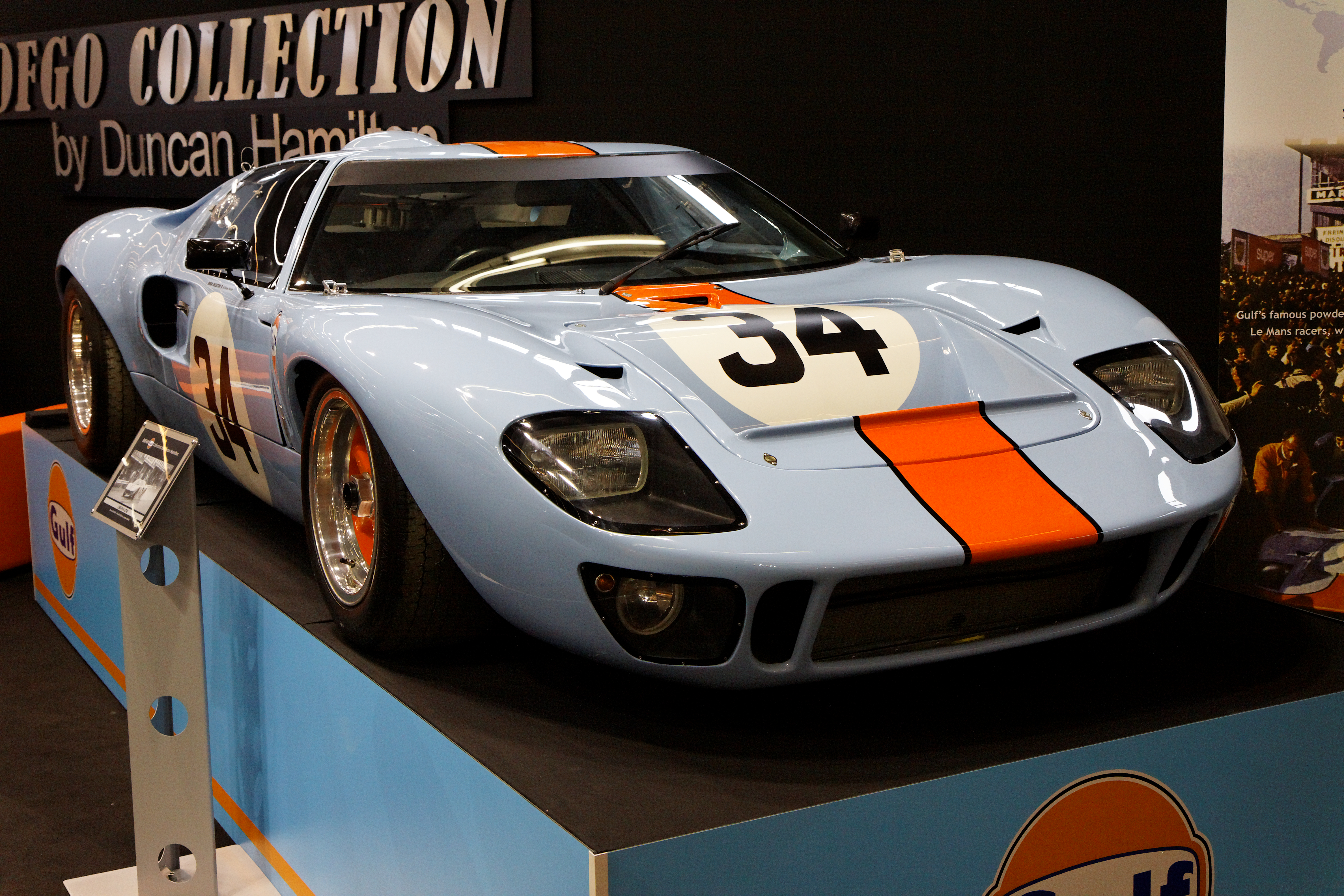
Die großen Gegner in der Marken-Weltmeisterschaft: Hier der Ford GT40, den David Hobbs und Paul Hawkins beim 1000-km-Rennen von Spa-Francorchamps an die vierte Stelle der Gesamtwertung fuhren und …

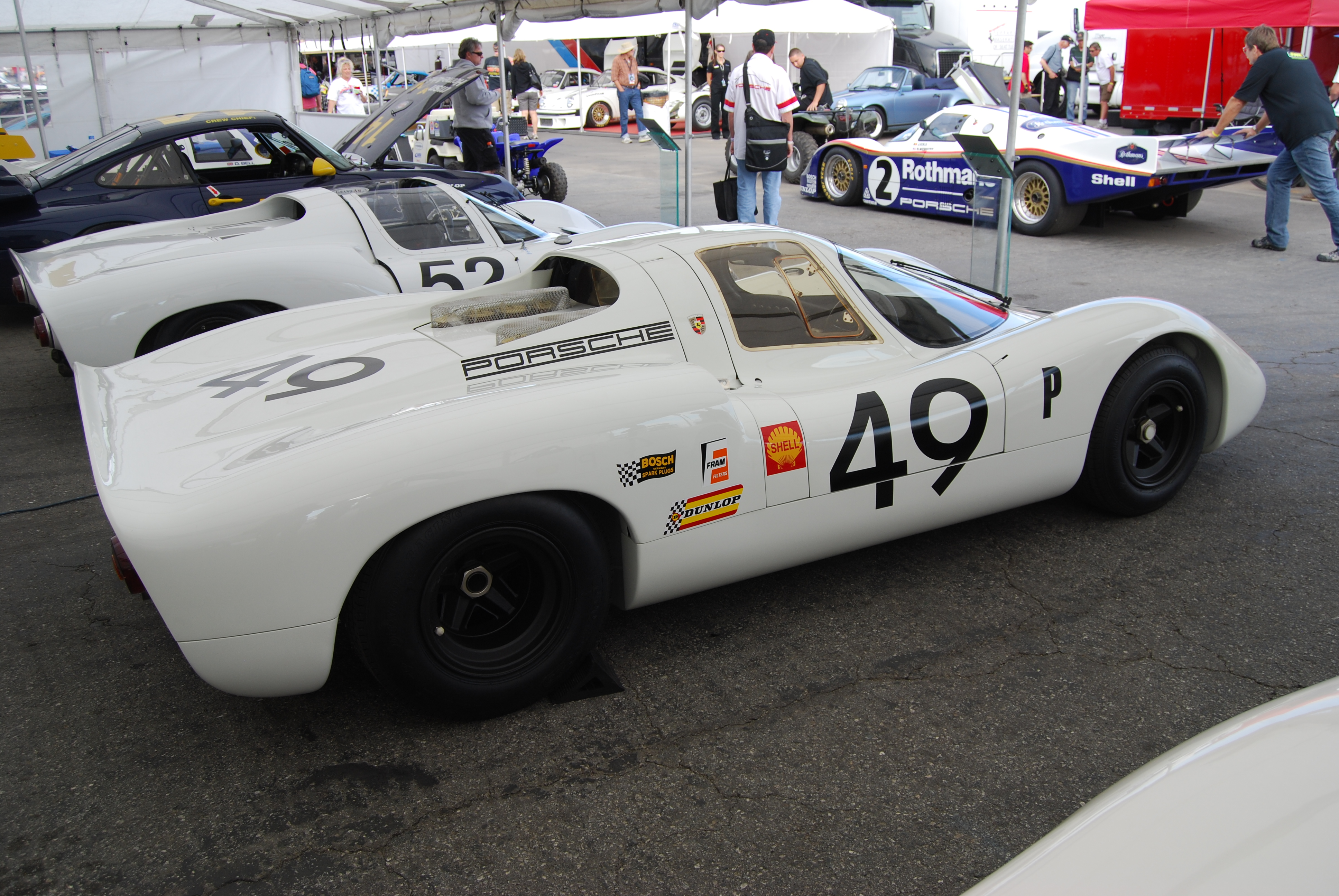
…da der Porsche 907. Auf dem Bild der Siegerwagen von Joseph Siffert und Hans Herrmann beim 12-Stunden-Rennen von Sebring

Die Sportwagen-Weltmeisterschaft 1968 war die 16. Saison dieser Meisterschaft. Sie begann am 4. Februar und endete am 29. September 1968.

## Meisterschaft
1968 trat in der Weltmeisterschaft ein neues Reglement in Kraft, das gravierende Veränderungen beim Motorhubraum der Rennwagen verursachte. Wesentlicher Inhalt war die Reduktion des Hubraums der Prototypen auf maximal 3 Liter. Bei den Sportwagen betrug die Obergrenze 5 Liter. Im Laufe der Weltmeisterschaft 1967 hatte es unter den Funktionären des CSI immer mehr Diskussionen über die Höchstgeschwindigkeit der leistungsstärksten Sportwagen-Prototypen gegeben. Beim 24-Stunden-Rennen von Le Mans fuhr Bruce McLaren im Training im Ford GT40 Mk.IV einen Schnitt von 236,082 km/h. Im Rennen waren Denis Hulme und Mario Andretti in ihren MK.IV noch um einen Kilometer pro Stunde schneller. Der Siegerschnitt von Dan Gurney und A. J. Foyt betrug 218,038 km/h. 1968 durften die Mk.IV, die einen 7-Liter-Ford-V-Motor hatten, nicht mehr eingesetzt werden. Betroffen von der sehr kurzfristig verkündeten Änderung waren auch die Chaparral 2F und die Lola T70 mit ihren 7-Liter-Chevrolet-Motoren. Besonders hart traf das neue Reglement jedoch die Scuderia Ferrari. Die 330P4 hatten 4,4-Liter-V12-Motoren, waren aber als Prototypen homologiert und nicht als Sportwagen. Damit stand der amtierende Weltmeister 1968 ohne Einsatzwagen da.
Der Gesamtsieger in dem nunmehr als Marken-Weltmeisterschaft bezeichneten Championat wurde erst bei der letzten Veranstaltung, dem 24-Stunden-Rennen von Le Mans, ermittelt. Das 24-Stunden-Rennen in Westfrankreich wurde wegen der Studentenunruhen im Mai vom angestammten Termin im Juni in den September verlegt. Mit dem Sieg von Lucien Bianchi und Pedro Rodríguez zog das Ford repräsentierende Team von John Wyer mit der Werksmannschaft von Porsche gleich. Entschieden wurde die Meisterschaft durch die Streichresultate, da nur die besten fünf Ergebnisse zählten. Während von den 51 erreichten Punkten bei Ford nur sechs gestrichen wurden, verlor Porsche 25 von 67,5 Zählern und damit im letzten Rennen den Titel, da der zweite Rang von Rico Steinemann und Dieter Spoerry im Porsche 907 L als Streichresultat aus der Meisterschaftswertung fielen.

## Rennkalender
| Nr. | Datum               | Rennname / Rennstrecke                                              | Team                             | Gesamtsieger                                                        | Fahrzeug           | Meisterschaft |
| --- | ------------------- | ------------------------------------------------------------------- | -------------------------------- | ------------------------------------------------------------------- | ------------------ | ------------- |
| 1   | 3. – 4. Februar     | 24-Stunden-Rennen von Daytona (Daytona International Speedway)      | Porsche Works Team               | Jo Siffert Hans Herrmann Vic Elford Jochen Neerpasch Rolf Stommelen | Porsche 907 LH 2.2 | Alle          |
| 2   | 23. März            | 12-Stunden-Rennen von Sebring (Sebring International Raceway)       | Porsche Automobile Co.           | Jo Siffert Hans Herrmann                                            | Porsche 907 2.2    | Alle          |
| 3   | 7. April            | 6-Stunden-Rennen von Brands Hatch (Brands Hatch)                    | J. W. Automotive Engineering     | Jacky Ickx Brian Redman                                             | Ford GT40          | Alle          |
| 4   | 25. April           | 1000-km-Rennen von Monza (Autodromo Nazionale Monza)                | J. W. Automotive Engineering     | Paul Hawkins David Hobbs                                            | Ford GT40          | Alle          |
| 5   | 5. Mai              | Targa Florio (Piccolo circuito delle Madonie)                       | Porsche System Engineering       | Umberto Maglioli Vic Elford                                         | Porsche 907 2.2    | Alle          |
| 6   | 19. Mai             | 1000-km-Rennen auf dem Nürburgring (Nürburgring)                    | Porsche                          | Jo Siffert Vic Elford                                               | Porsche 908        | Alle          |
| 7   | 26. Mai             | 1000-km-Rennen von Spa-Francorchamps (Circuit de Spa-Francorchamps) | J. W. Automotive Engineering     | Jacky Ickx Brian Redman                                             | Ford GT40          | Alle          |
| 8   | 14. Juli            | 6-Stunden-Rennen von Watkins Glen (Watkins Glen International)      | J. W. Automotive Engineering     | Jacky Ickx Lucien Bianchi                                           | Ford GT40          | Alle          |
| 9   | 24. August          | 500-km-Rennen von Zeltweg (Flughafen Zeltweg)                       | Porsche System Engineering Ltd   | Jo Siffert                                                          | Porsche 908        | Alle          |
| 10  | 28. – 29. September | 24-Stunden-Rennen von Le Mans (Circuit des 24 Heures)               | John Wyer Automotive Engineering | Pedro Rodríguez Lucien Bianchi                                      | Ford GT40 Mk.I     | Alle          |

## Meisterschaft der Konstrukteure

### Marken-Weltmeisterschaft
| Position | Konstrukteur | 1 | 2 | 3 | 4   | 5 | 6   | 7   | 8   | 9     | 10  | Gesamt |
| -------- | ------------ | - | - | - | --- | - | --- | --- | --- | ----- | --- | ------ |
| 1        | Ford         |   |   | 9 | 9   |   | (4) | 9   | 9   | (2)   | 9   | 45     |
| 2        | Porsche      | 9 | 9 | 6 | (6) | 9 | 9   | (6) | (3) | (4,5) | (6) | 42     |
| 3        | Alfa Romeo   | 3 |   |   |     | 6 | 2   |     |     | 1,5   | 3   | 15,5   |
| 4=       | Chevrolet    |   | 4 |   |     |   |     |     |     |       |     | 4      |
| 4=       | Howmet       |   |   |   |     |   |     |     | 4   |       |     | 4      |
| 4=       | Alpine       |   |   |   | 4   |   |     |     |     |       |     | 4      |
| 7        | Ferrari      |   |   | 2 |     |   |     |     |     |       |     | 2      |
| 8        | Lola         |   |   | 1 |     |   |     |     |     |       |     | 1      |

### Internationaler Cup für GT-Fahrzeuge
| Position | Konstrukteur | 1   | 2   | 3 | 4 | 5 | 6 | 7 | 8 | 9 | 10  | Gesamt |
| -------- | ------------ | --- | --- | - | - | - | - | - | - | - | --- | ------ |
| 1        | Porsche      | (6) | (6) |   | 9 | 9 | 9 | 9 |   | 9 | (9) | 45     |
| 2        | Chevrolet    | 9   | 9   |   |   |   |   |   | 6 |   |     | 24     |
| 3        | MG           |     | 1   |   | 2 |   |   | 6 |   |   |     | 9      |
| 4        | Lancia       |     |     |   |   | 4 |   |   |   |   |     | 4      |
| 5        | Fiat         |     |     |   | 1 |   |   |   |   |   |     | 1      |